# Dicționarul Limbii Române (DLR)
Dicționarul Limbii Române (DLR), numit și Dicționarul Tezaur al Limbii Române, este cea mai importantă operă lexicografică a limbii române, elaborată sub egida Academiei Române pe parcursul a mai bine de un secol. 
A fost redactat și editat în două etape (seria cunoscută sub sigla DA, în perioada 1906–1944 și seria nouă, DLR, în perioada 1965–2010), în 37 de volume și cuprinde circa 175.000 de cuvinte și variante, cu peste 1.300.000 de citate. În el s-au înregistrat toate cuvintele limbii populare, regionalismele și termenii arhaici din textele vechi, cuvintele din literatura beletristică, precum și termenii științifici și tehnici, cu condiția să fie utilizați în cel puțin două domenii de specialitate diferite. Dicționarul a fost retipărit în 19 volume masive de câte 500-1000 de pagini fiecare, în care au fost incluse toate cele 37 de volume publicate de-a lungul timpului. Elaborarea variantei electronice s-a efectuat în 2007–2010. 
Acest dicționar prin dimensiunea și perspectiva abordării lexicografice, este similar cu marile dicționare din lexicografia mondială: Trésor de la langue française, Oxford English Dictionary (OED), Deutsches Wörterbuch⁠(de)[traduceți] etc.    